# Кућа у Ул. Стјепана Радића 3
Кућа у Ул. Стјепана Радића 3 је грађевина која се налази у Старом Сланкамену, под заштитом је Завода за заштиту споменика културе Сремска Митровица. Данас су његови остаци уклопљени у изложбени простор винарије Акуминкум породице Спасић.

## Историја
У сутеренском делу објекта на адреси Доситеја Обрадовића број 3, у центру Старог Сланкамена уз католичку цркву, се налазе остаци турског купатила који се састоје од три просторије које су некада биле засведене полуобличастим сводом. Зидови су зидани опеком, омалтерисани, а унутрашњост зидова је орнаментисана оријенталним мотивима. У две просторије је откривен хипокауст. У изградњи су присутни фрагменти римског материјала. Хамам у Старом Сланкамену је значајан као један од ретко очуваних објеката из периода турске доминације на овом простору.

## Значај
Одлука о утврђивању куће у Ул. Стјепана Радића 3 за споменик културе, Решење Завода за заштиту споменика културе Сремска Митровица број 116 од 19.12.1973. године. 
С обзиром да представља значајну историјску грађевину, проглашена је непокретним културним добром Републике Србије.
У централни регистар је уписана 27. децембра 1999. под бројем СК 1563, а у регистар Завода за заштиту споменика културе Сремска Митровица 6. децембра 1999. под бројем СК 123.
Категорија: Непокретно културно добро од великог значаја
Број и датум службеног гласила одлуке о категоризацији: "Службени лист Аутономне покрајине Војводине" број 28/91.